# Coroa do Imperador Romano-Germânico

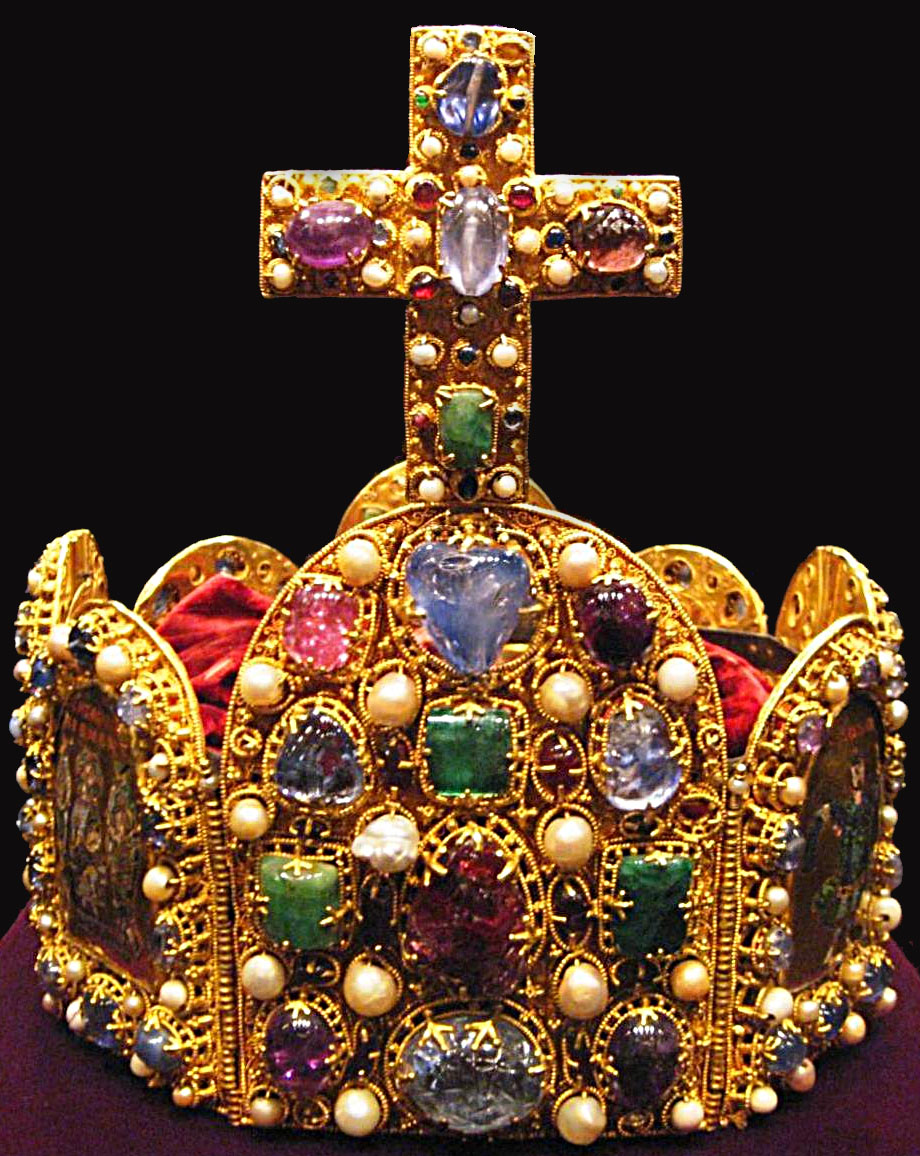
Vista frontal da coroa imperial

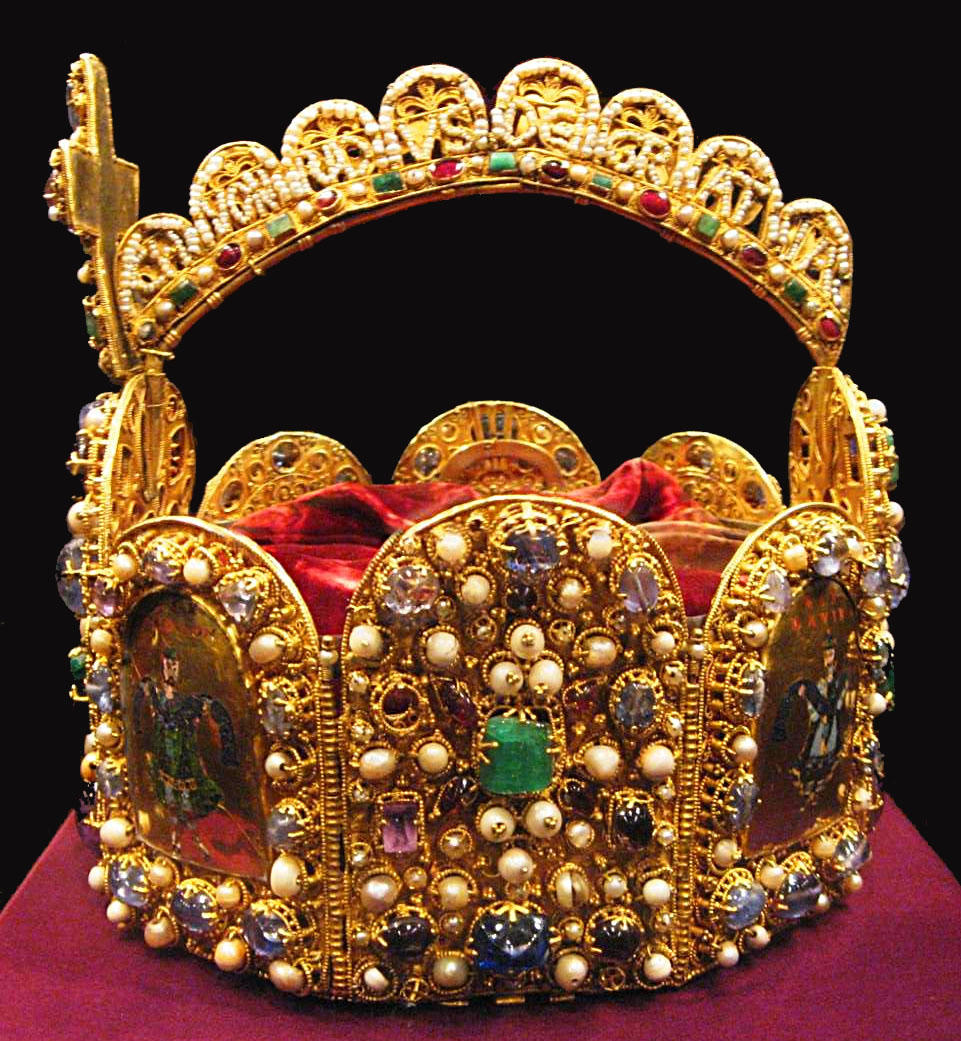
Vista lateral da copa, mostrando o bastidor

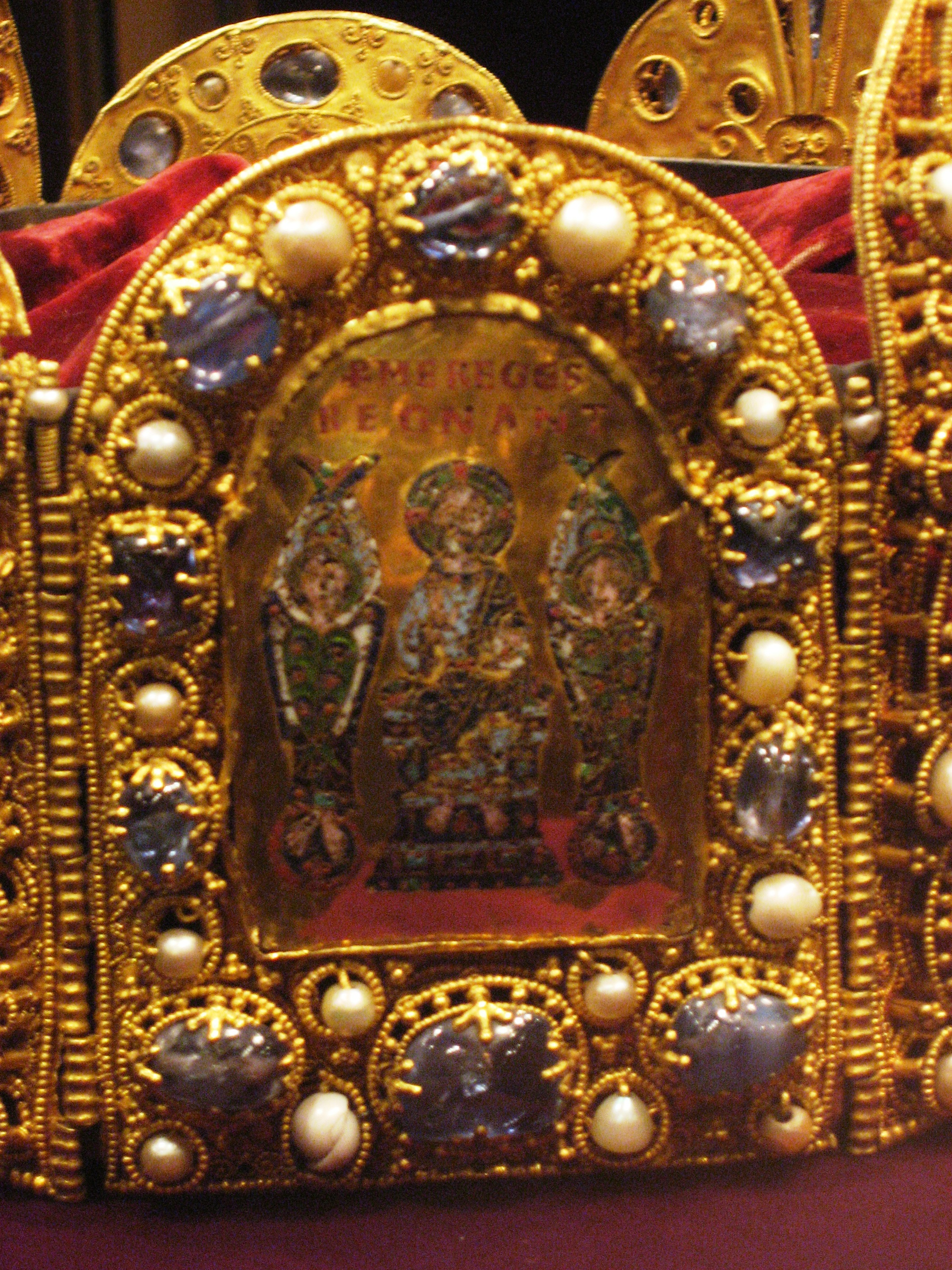
vista de uma das chapas que mostra Jesus com os dois anjos

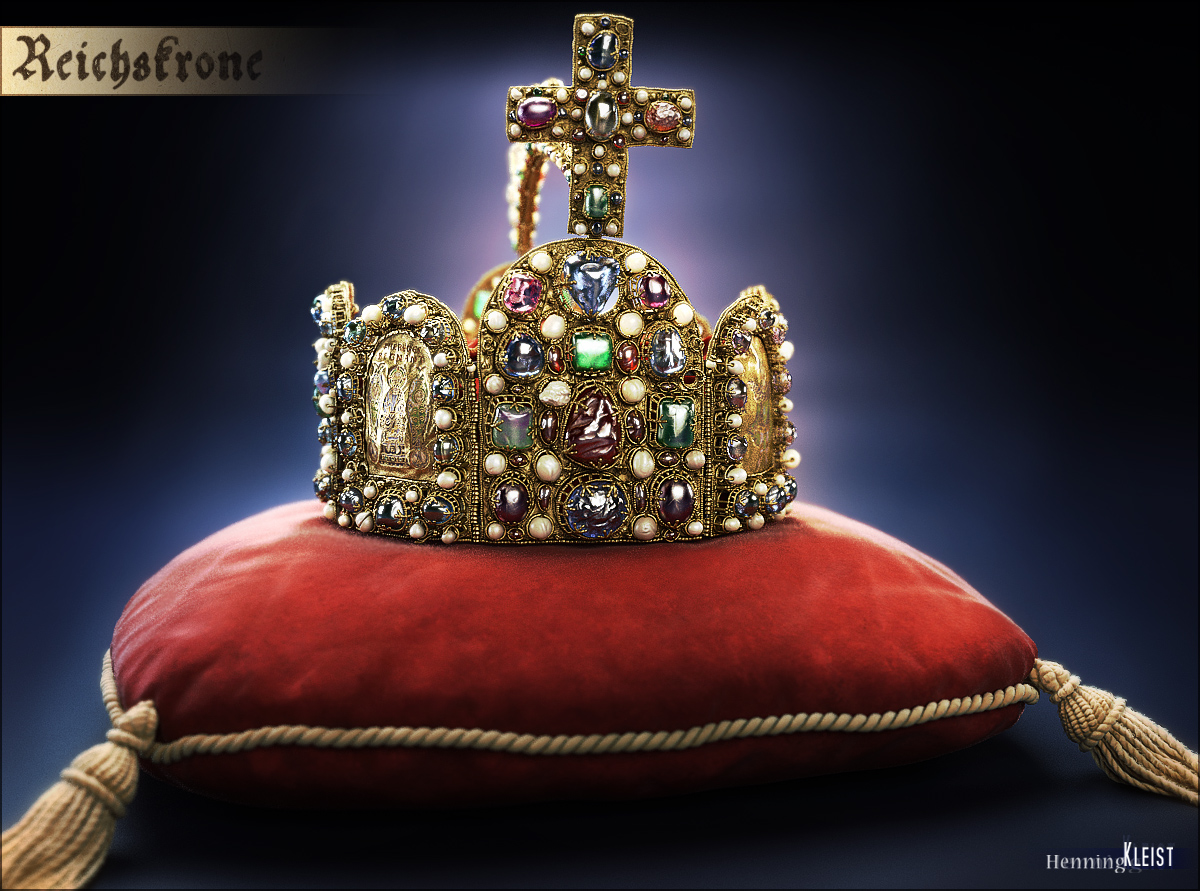
visualização da coroa imperial em 3D

A Coroa Imperial do Imperador Romano-Germânico (em alemão: Reichskrone Römischer des Heiligen Reiches) é a coroa que utilizava o "Rei dos Romanos", título usado pelos sucessores eleitos do Imperador Romano-Germânico (nem todos se limitaram a serem coroados com ela). Essa coroa foi feita provavelmente em algum lugar do oeste da Alemanha no final do século X, durante o reinado do imperador Otão I, com alguns acréscimos depois no tempo de Conrado II. A primeira fonte preservada que faz referência a coroa é do século XII.
A coroa imperial é a mais importante das Insígnias Imperiais (Reichskleinodien), incluindo a Cruz Imperial (Reichskreuz), a Espada Imperial (Reichsschwert) e Lança do destino (Heilige Lanze). Durante a cerimônia de coroação ela era dada ao novo monarca, juntamente com  cetro (Zepter) e o Orbe Imperial (Reichsapfel) e ela só poderia ser utilizada na cerimônia. A coroa imperial e as outras insígnias do Sacro Império Romano eram guardadas, a partir do ano 1424, em Nuremberg, uma cidade do antigo Ducado da Francônia, que era o centro e a origem do Estado francês em terras germânicas.
Actualmente, a coroa e outras insígnias do Sacro Império Romano estão no Palácio Imperial Hofburg, em Viena (oficialmente "até à nomeação de um novo imperador do Sacro Império Romano-Germânico").
Há uma cópia exata da coroa imperial, no município de Aachen, localizada no mesmo lugar, do Palácio de Carlos Magno. Há uma outra cópia da coroa no Museu de História de Frankfurt. A maioria dos últimos imperadores do Sacro Império Romano-Germânico foi coroada na catedral desta cidade ou na Castelo de Trifels no Palatinado, onde se guardava a coroa imperial durante a Idade Média.

## Desenho
A coroa do imperador é de ouro, decorada com 144 pedras e um número semelhante de contas.
Não possui a forma atual das coroas, porque sua base não é circular, mas octogonal.
As placas foram feitas junto com a coroa em ouro de alta qualidade e estão decorados com pedras preciosas e pérolas embutidas. Estas pedras não são facetadas, técnica conhecida na época, mas polidas. Para aumentar o seu brilho, as pedras preciosas e pérolas foram colocadas nos buracos feitos no metal e presas com arame. Assim, ao receber a luz, tem se a impressão de que o brilho das jóias originam-se de dentro. O painel é conectado com uma cruz latina feita com os mesmos materiais. A coroa é fechada com um arco.

## Aparência
A coroa imperial não se parece com as coroas modernas. A coroa não tem uma forma redonda, mas octogonal. Em vez de um anel, que tem oito placas articuladas Quais são arredondados no topo. Duas tiras de ferro, rebitada com rebites para as placas de ouro, mantenha a coroa junto e dar-lhe forma octogonal. Em que ponto eram essas tiras de ferro instalada é desconhecida. Antes da adição dos Anéis foram as placas unidas por longos alfinetes de ouro tornando assim possível separar as chapas e o arco de transporte mais fácil.
Cada folha da coroa é feita com ouro de alto quilate, cerca de 22 quilates, o que dá a uma coroa de cor "amanteigada", e é cravejada com pérolas e pedras preciosas.As pedras não são facetas de corte-into (uma técnica ainda desconhecida quando a coroa foi feita), mas sim polida em forma arredondada. Esta técnica é antiga e as pedras preciosas são descritas como sendo "em cabochão", que ainda são feitas para hoje em dia. As pérolas e as pedras foram colocados na aberturas em que foi cortado o metal, e presas com fios finos. O efeito dado quando a luz tocou a Coroa foi que as pedras brilhamc
A coroa é decorada com 144 pedras preciosas (incluindo safiras, esmeraldas e ametistas; verde e azul, pedras preciosas para que seja devidamente semelhantes aos imperadores bizantinos em seu Protocolo Imperial) e aproximadamente com o mesmo número de pérolas. Os estilos similares das gemas cravejadas da decoração foram usados para a maioria dos objetos preciosos de uma série de tipos, neste período, em um altar particular ou cruzes processionais tal como o Cruz de Lotário como a que abrange de Codex Aureus de São Emmeram.
Quatro placas menores são utilizadas nas representações pictóricas de figuras e cenas da Bíblia e inscrições em esmalte vítreo em estilo bizantino. Cada uma das quatro chapas possuem imagens ( Bildplatten)que representa o Velho Testamento. Cada uma destas placas esmaltadas e está rodeada por safiras azuis e pérolas levantadas engastes.
- Frontal Direito - Cristo entronizado como o Senhor dos Exércitos entre dois querubins sob a inscrição em esmalte vermelho [PER] ME Reges reinante "Por mim reinam os reis" (Provérbios 08:15).
- Voltar direito - O profeta Isaías está falando com o rei Ezequias , que está sentado em sua cama. Isaías tem um pergaminho com as palavras: "Eis que vou acrescentar quinze anos à sua vida" (II Reis 20:6). Acima de ambos, há a inscrição em vermelho esmalte ISAIASEZ E IPHETACHIAE REX "Isaías disse ao Rei Ezequias."
- Frente de Esquerda  - Rei Salomão , segurando um rolo de papel com as palavras: "O temor ao Senhor é fugir do mal" (Provérbios 3:7), debaixo de uma inscrição em esmalte vermelho REX SALOMON "Rei Salomão".
- Voltar para a esquerda da placa - Rei Davi segurando um pergaminho com as palavras: "O Rei de renome se deleita em fazer justiça" (Salmo 99:4), sob a inscrição em esmalte vermelho REX DAVID "Rei David".

Os outros quatro pratos, chamado de "pedra-chapas" ( Steinplatten ), são de tamanhos diferentes e estão decorados exclusivamente por pedras preciosas e pérolas levantadas engastes. As doze pedras na parte dianteira e as placas traseiras são, provavelmente, uma referência direta às doze pedras do sumo sacerdote judeu peitoral (cf. Êx 39:9-14) e as doze pedras de fundamento da Nova Jerusalém no Apocalipse de João ( Cf:. Apocalipse 21 19-21).
A pedra central superior da placa da frente é uma safira triangular que substitui a famosa pedra, hoje perdida, que era conhecido como, Waise (ou seja, o 'Órfãos', por causa de sua singularidade), provavelmente um grande branco opala com um vinho fogo vermelho ou possivelmente um singularmente brilhante granada ou vermelha zircão e o tema do folclore medieval lendário. O teólogo e filósofo medieval Alberto Magno escreveu sobre isso em 1250:
"A órfã é uma joia na coroa do imperador romano, pelo fato de nunca foi vista em outro lugar. Com a cor luz penetra no vinho tinto brilhante que  ainda permanece dormente neste vermelhidão. Ao brilhar da gema de forma intensa foi dito que uma vez isso ocorreu até durante a noite, mas não no nosso tempo, mas diz-se para preservar a honra do império."
Como e o por quê ela foi retirada da coroa imperial não é conhecido. A última menção dela está em um inventário ordenado por Carlos IV em 1350.

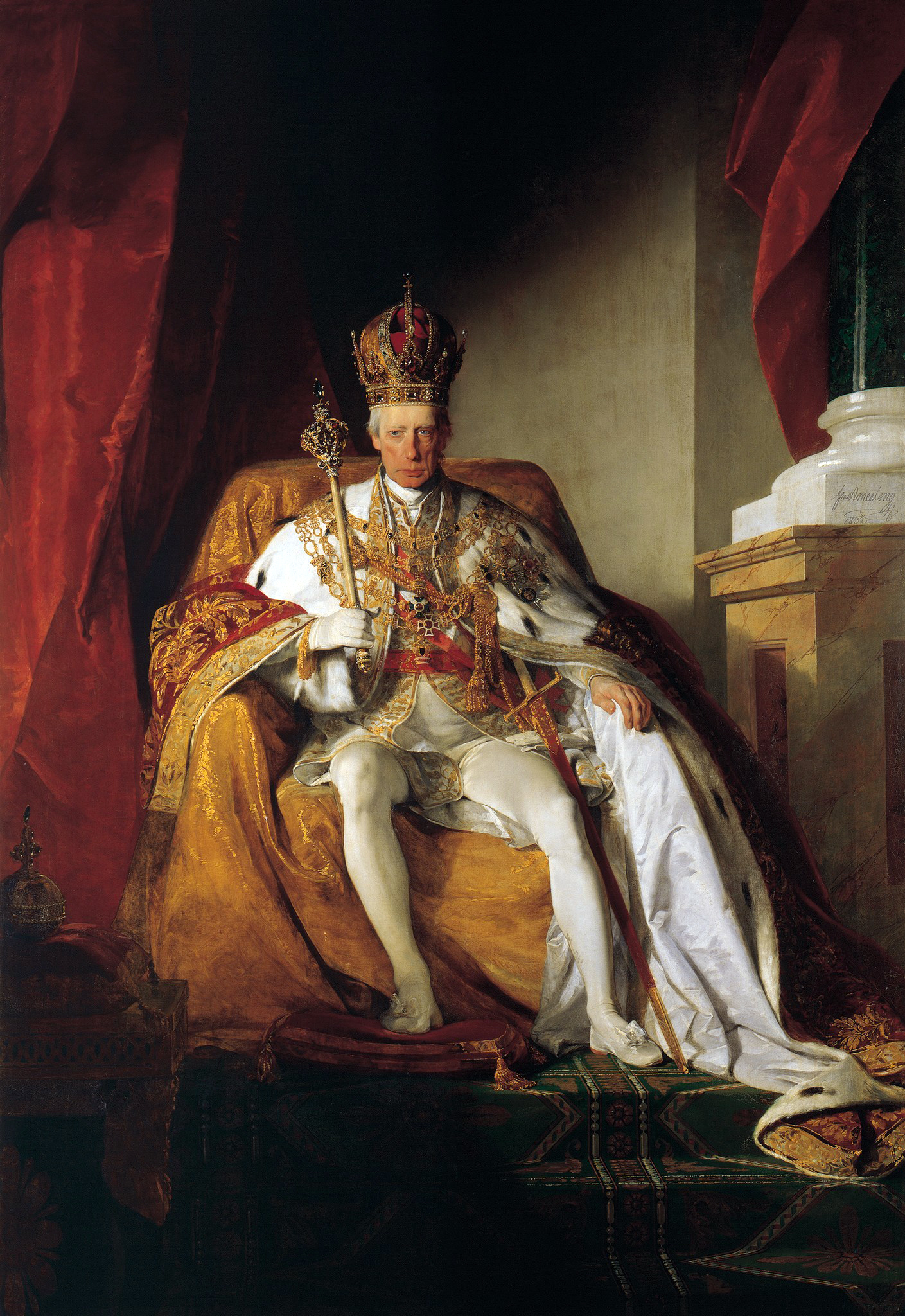
Coroação do imperador Francisco I da Áustria

A coroa tem um arco único de frente para trás; na placa há com o nome e o estilo Iimperial de Conrado II em pérolas. No lado esquerdo do arco há frase CHUONRADUS Dei Gratia ("Conrado, pela Graça de Deus"), enquanto no lado direito lêem ROMANORU (M) IMPERATOR agosto (USTUS)  ("imperador dos romanos (e) Augusto"). Acima da placa da frente e na frente do arco é uma cruz de joias, originalmente, uma cruz peitoral, diz-se ter pertencido a Henrique II, e apenas posteriormente é anexada à coroa imperial.
Existem também três pequenos furos em cada um dos dois lados das placas das quais havia correntes com pingentes de joias, conhecido como pendilia, como os que ainda se encontra nas Santa Coroa Húngara de Santo Estêvão.
O veludo gorro vermelho presente no interior da coroa data do século XVII. Antes disso a coroa imperial foi usada sobre uma mitra. Se inicialmente a forma de mitra da coroa imperial foi a de ser usada por cima, era para ter a forma de um arco bizantino de Camelauco. Isso teria pressionado o centro da tampa interna que caiu e fez com que a protuberância de cada lado quanto o bordado da fita da frente para trás. No século XI, as "mitras os bispos passaram a ter uma protuberância de cada lado".  Assim, a coroa imperial parece ser a mais antiga na forma das coroas mitrais usada pelo imperador como um privilégio singular de seu cargo imperial.
A coroa imperial também foi a inspiração para a heráldica da coroa, aprovada em 1871, para o brasão de armas do Imperador alemão e do Império. Embora a coroa do último tivesse quatro semi-arcos de sustentação e uma pequena esfera cruz, em vez do arco único como o original.

## Moeda comemorativa
A coroa imperial do Sacro Império Romano-Germânico foi recentemente escolhida como o motivo principal para um valor elevado da moeda comemorativa comemorativa de €$ 100 , cunhada em 2008. O reverso mostra a coroa imperial do Sacro Império Romano. O reverso mostra o imperador Otão I com a antiga Basílica de São Pedro, em Roma, no fundo, onde "Teve lugar a histórica coroação.